# Aleksander Zasławski
Alexandre Zasławski, armes Baklay (né après 1577, mort en 1629), est voïvode de Volhynie, castellan de Braclaw (pl) (1615) et de Kiev (uk) (1628), staroste de Jytomyr, père de Władysław Dominik Zasławski–Ostrogski.
Il étudie à l'université d'Ingolstadt en 1598, à l'université de Padoue en 1600 et de Bologne en 1601. 
En 1620, il hérite des biens de la famille Ostrogski, après le décès du père de sa femme, Janusz Ostrogski (pl), et reçoit, entre autres, 80 villes et villages (par exemple Doubno), 900 000 złoty en mobiliers et bijoux et plus de 700 000 złoty en espèces.
En tant que sénateur, il participe à la Diète de 1606 et à la Diète extraordinaire de 1613.
Il représente la députation (pl) de la voïvodie de Volhynie au tribunal de la Couronne en 1610, 1618 et 1623.